# Атела
Атела (итал. Atella) је насеље у Италији у округу Потенца, региону Базиликата.
Према процени из 2011. у насељу је живело 2896 становника. Насеље се налази на надморској висини од 496 м.

## Становништво
Према резултатима пописа становништва 2011. у општини је живело 3.863 становника.
| 1931. | 1936. | 1951. | 1961. | 1971. | 1981. | 1991. | 2001. | 2011. |
| ----- | ----- | ----- | ----- | ----- | ----- | ----- | ----- | ----- |
| 3.032 | 3.042 | 3.800 | 3.655 | 3.518 | 3.542 | 3.519 | 3.726 | 3.863 |